# Nyagasonga
Nyagasonga är ett vattendrag i Burundi.   Det ligger i provinsen Ruyigi, i den centrala delen av landet, 110 km öster om huvudstaden Bujumbura.
I omgivningarna runt Nyagasonga växer huvudsakligen savannskog. Runt Nyagasonga är det ganska tätbefolkat, med 172 invånare per kvadratkilometer.